# Шиляев, Дмитрий Вячеславович
Дмитрий Вячеславович Шиляев (род. 16 декабря 1968) — советский и российский актёр театра и кино.

## Биография
Дмитрий Шиляев родился 16 декабря 1968 года. Окончил в 1989 году Нижегородское театральное училище, получив профессию актёра драматического театра.
В 1993 году окончил ГИТИС (мастерская народных артистов СССР С. Н. Колосова и Л. И. Касаткиной).
С 1993 года по настоящее время — артист Московского Нового драматического театра.

## Признание и награды
Лауреат Национальной театральной премии «Арлекин»,"Лучшая роль в детском спектакле".

## Творчество
Впервые в современном российском кинематографе образ короля Людовика XIV исполнил артист Московского Нового драматического театра Дмитрий Шиляев, в фильме Олега Ряскова «Слуга государев».

### Роли в театре
- 1993 — Л. Пиранделло, "Буду такой, как ты хочешь" — Поэт.
- 1994 — Э. Ростан, "Орлёнок" — 1-й лакей.
- 1994 — Ч. Диккенс, «Большие надежды» — Герберт.
- 1995 — П. Гнедич, «Ассамблея» — Кащенко, учитель.
- 1996 — Ф. Достоевский, "Вечный муж" — Доктор.
- 1996 — С. Маршак, "Кошкин дом" — Козёл.
- 1997 — Ж. Расин, «Британик» — Британик.
- 1997 — А. Островский, "Блажь" — Гость Баркалова.
- 1998 — Ж-Б. Мольер, «Мещанин во дворянстве» — Клеонт.
- 1999 — А. Чехов, «Чайка» — Тригорин / театр «МЕЛ» /.
- 1999 — А. Островский, "Московские истории о любви и браке" ("Тушино") — Дворецкий Сеитова.
- 2002 — Р. Роуз, «12 разгневанных мужчин» — 12-й присяжный.
- 2003 — В. Ерофеев, «Время рожать» — Я.
- 2004 — А. Островский, «Шутники» — Шилохвостов.
- 2004 — Г. Андерсен, «Стойкий оловянный солдатик» — Тролль.
- 2005 — Шульжик, Фридман "Синдбад-мореход" — Мансур, купец.
- 2005 — Сэм Шепард, «Настоящий Запад» — Сол Киммер, кинопродюсер.
- 2006 — А. Казанцев, «Старый дом» — Пётр Кузьмич Рязаев.
- 2006 — Ф-М. Вольтер, "Чудаки, или жених с Зелёного мыса" — Председатель суда Бодэн.
- 2007 — Ф. Шиллер, «Разбойники» — Патер.
- 2007 — О. Шишкин, «Танцоры диско» — Владимир Иванович Субботин, руководитель танцевального коллектива «Коллейдоскоп счастья».
- 2008 — И. Шмелёв, "Догоним Солнце" — Дедушка Лесовик.
- 2008 — Е. Шварц, "Обыкновенное чудо" — Охотник.
- 2008 — А. Чехов, "12 новелл о любви" — Николай Сергеевич "Переполох", Военный доктор "Аптекарша", Адвокат Шапкин "Старость", Узелков "Старость", Николай Евграфьевич "Супруга".
- 2009 — У. Видмер, «Топ-догс, или новые игры взрослых» — Додо Деер.
- 2009 — Ф. Достоевский, «Происшествия невероятные» — Иван Иванович, литератор.
- 2009 — Р. Роуз, «12 разгневанных мужчин» — Старшина присяжных.
- 2010 — Ю. Мисима, «Додзёдзи-храм» — Антиквар, владелец антикварного магазина.
- 2010 — А. Сухово-Кобылин, «Дело» — Муромский, отставной капитан.
- 2011 — Ж-Б. Мольер, «Дон Жуан» — Дон Луис, отец Дона Жуана.
- 2011 — И. Бергман, «Улыбки летней ночи» — Фердинанд, режиссёр.
- 2011 — А. Куприн, "Белый пудель" — Мартын Лодыжкин, старый шарманщик.
- 2012 — Ж-Ф Реньяр, "Единственный наследник" — Жеронт, очень богатый парижанин.
- 2013 — А. Миллер, "Сэйлемские ведьмы" — Дэнфорт, полномочный представитель губернатора.
- 2014 — А. Вампилов, "Провинциальные анекдоты", администратор гостиницы "Тайга", Колошин Семен Николаевич.
- 2015 - И. С. Тургенев, "Месяц в деревне" - доктор Шпигельский
- 2016 - Ф. Дюрренматт, "Визит старой дамы" - Бургомистр
- 2017 - В. Шекспир, "12 ночь", Мальволио, дворецкий графини Оливии
- 2018-2019 - А. П. Чехов, "Чехов. Проект" - доктор Дорн "Чайка", Кулыгин " Три сестры", Гаев "Вишневый сад".
- 2021 - " А. Н. Островский, "Шутники" - Павел Прохорович Оброшенов
- 2022 - А. Миллер, "Цена" - Соломон Грегори, скупщик подержанной мебели.
- 2022 - Ф. Шиллер, "Разбойники" - Даниэль, слуга.

### Фильмография
- 1992 — Раскол
- 1998 — Судья в ловушке
- 2005 — Александровский сад
- 2005 — Бумер 2
- 2007 — Слуга Государев
- 2007 — Закон и порядок: Отдел оперативных расследований
- 2007 — Татьянин день
- 2021 — Пункт пропуска — украинский чиновник
- 2024 — Противостояние — Юмашев
- 2024 - Балабол-8 - Степан Величкин, коллекционер картин
- 2024 - Империя. Александр I - Михаил Кутузов, главнокомандующий русской армией
- 2025 -  Дама с собачкой. Новый след - Михаил Глинский, профессор консерватории
- 2025 - По законам военного времени. Сталинград - Михалыч, сторож склада
- 2025 -  Абонемент на расследование. Занимательное чтение - Яков Ефимович, сотрудник литературного архива
- 2026 - Романовы: преданность и предательство - Контуженный солдат, стрелявший в Императрицу
- 2026 - Первокурсницы -2 - Антон Евгеньевич, преподаватель
- 2026 - Враги - Министр